# Perstorpsskogen
Perstorpsskogen är ett naturreservat i Vingåkers kommun i Södermanlands län.
Området är naturskyddat sedan 2007 och är 110 hektar stort. Reservatet består av gammal barrskog där mindre delar försumpats.